# Übersehenes Knabenkraut
Das Übersehene Knabenkraut (Dactylorhiza praetermissa) gehört zur Gattung der Knabenkräuter (Dactylorhiza) in der Familie der Orchideengewächse (Orchidaceae). Der Gattungsname Dactylorhiza kommt von den fingerartigen Wurzelknollen (von griechisch δάκτυλος daktylos = Finger und ρίζα rhiza = Wurzel). Das Art-Epitheton praetermissa ist die wörtliche Übersetzung des lateinischen Wortes praetermissus = übersehen, vergessen.

## Merkmale

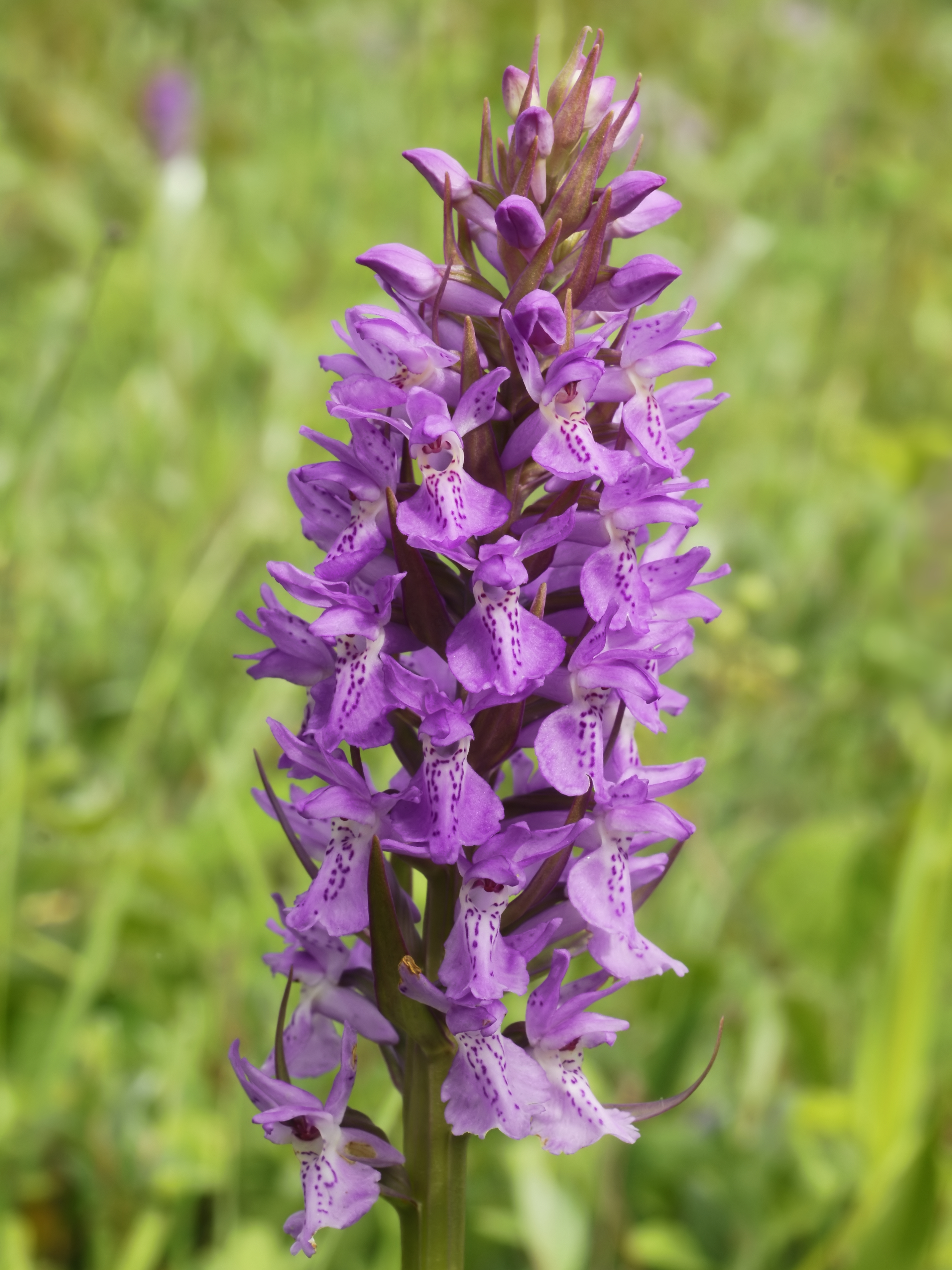
Blütenstand

Das Übersehene Knabenkraut ist eine ausdauernde Pflanze mit Knollen als Überwinterungsorgan. Zur Blütezeit sind zwei Knollen vorhanden, fingerförmig in je zwei bis drei Abschnitte geteilt. Es erreicht eine Wuchshöhe von 20 bis 70 Zentimetern. Die Stängel sind hohl und besitzen am Grund zwei bis drei schuppenförmige Blätter, darüber vier bis neun grüne, ungefleckte oder ringförmig gefleckte Laubblätter. Pflanzen mit gefleckten Blättern werden auch als Varietät oder Unterart junialis bezeichnet. Das größte Blatt ist fünfmal so lang wie breit, lanzettlich und bis 1,5–1,8 Zentimeter breit. Die Blätter weisen aufwärts und sind an der Spitze nicht oder wenig kapuzenförmig zusammengezogen. Das oberste Blatt erreicht häufig den Blütenstand.
Unterhalb des Blütenstandes gibt es keins oder bis zu zwei tragblattähnliche Blätter. Diese sind nicht bogenförmig einwärts gewandt, das unterste ist mindestens drei Millimeter breit. Die Tragblätter im Blütenstand sind lanzettlich, grün gefärbt mit roter Tönung, die unteren mit zwei bis drei Zentimetern länger als der Fruchtknoten, nach oben kürzer werdend.
Die Blüten sind relativ groß und haben eine rosalila Grundfarbe. Die seitlichen Sepalen stehen etwa waagrecht ab, das mittlere Sepal und die Petalen neigen sich helmförmig zusammen. Die Lippe ist mehr oder weniger flach, ungeteilt oder leicht dreilappig, und hat fast auf der ganzen Fläche eine Punktzeichnung oder ein angedeutetes Schleifenmuster. Der Sporn ist kürzer als die Lippe und hat einen Durchmesser von meist über zwei Millimetern. Blütezeit ist im Juni und Juli, die Bestäubung erfolgt durch Bienen und Hummeln. Die Früchte sind vielsamige Kapseln.
Die Chromosomenzahl beträgt 2n = 80, die Pflanzen sind tetraploid.

## Verbreitung und Standorte
Die Art kommt in den subatlantisch-temperaten Bereichen Europas vor. Sie ist in Großbritannien, Frankreich, Deutschland, Dänemark, den Niederlanden, Belgien, Luxemburg, Norwegen und im Baltikum heimisch. In Deutschland kommt sie selten bis sehr selten nur in Schleswig-Holstein, Hamburg, Niedersachsen, Rheinland-Pfalz, Saarland, Mecklenburg-Vorpommern und Nordrhein-Westfalen vor.
Das Übersehene Knabenkraut wächst in Sumpfwiesen und Kalkflachmooren (Caricion davallianae). Es bevorzugt kalkhaltige Böden und ist auf die colline Höhenstufe beschränkt.

## Gefährdung
Das Übersehene Knabenkraut ist zentral-europaweit gefährdet. In Deutschland ist es stark gefährdet. Um auf die besondere Schutzwürdigkeit dieser seltenen Art hinzuweisen, wurde das Übersehene Knabenkraut von den Arbeitskreisen Heimische Orchideen (AHO) zur Orchidee des Jahres 2008 gewählt. Die Art ist in Deutschland durch die BArtSchV besonders geschützt.

## Taxonomie und Systematik
Druce beschrieb 1914 das Übersehene Knabenkraut als Erster als Orchis praetermissa in Botanical Exchange Club of the British Isles. Report, Band 3, Teil 5, S. 341. Károly Rezsö Soó von Bere versetzte 1962 die Art als Dactylorhiza praetermissa (Druce) Soó in Nomina Nova Generis Dactylorhiza S. 5 in die Gattung Dactylorhiza. Eine genetische Studie zeigt als nahe Verwandte die Arten Herz-Knabenkraut (Dactylorhiza cordigera), Hohes  Knabenkraut (Dactylorhiza elata) und Fuchs’ Knabenkraut (Dactylorhiza fuchsii).
Nach R. Govaerts kann man folgende Unterarten und Varietäten unterscheiden:
- Dactylorhiza praetermissa var. junialis (Verm.) Senghas (Syn.: Orchis latifolia var. junialis Verm., Orchis pardalina Pugsley, Dactylorhiza praetermissa f. junialis (Verm.) P.D.Sell): Sie kommt in Westeuropa vor.[8]
- Dactylorhiza praetermissa subsp. osiliensis (Pikner) Kreutz (Syn.: Orchis latifolia subsp. elatior Fr., Dactylorhiza osiliensis Pikner): Sie kommt auf den Inseln der Ostsee vor.[8]
- Dactylorhiza praetermissa (Druce) Soó subsp. praetermissa: Sie kommt im westlichen und nordwestlichen Europa vor.[8]
- Dactylorhiza praetermissa subsp. schoenophila R.M.Bateman & Denholm: Die 2012 beschriebene Unterart kommt in Großbritannien vor.[8]

Für diese Art existiert eine Vielzahl von Synonymen, die hier nachfolgend eingesehen werden können:

| - Orchis praetermissa Druce (Basionym) - Orchis incarnata var. integrata E.G. Camus ex Fourcy - Orchis wirtgenii Höppner - Orchis praetermissa var. macrantha Sipkes - Orchis latifolia var. junialis Verm. - Orchis pardalina Pugsley - Dactylorchis praetermissa (Druce) Verm. - Dactylorhiza wirtgenii (Höppner) Soó - Dactylorhiza praetermissa ssp. integrata (E.G. Camus ex Fourcy) Soó - Dactylorhiza praetermissa var. junialis (Verm.) Senghas - Dactylorhiza majalis ssp. praetermissa (Druce) D.M. Moore & Soó - Dactylorhiza incarnata ssp. praetermissa (Druce) H. Sund. - Dactylorhiza majalis var. praetermissa (Druce) R.M. Bateman & Denholm - Dactylorhiza majalis var. macrantha (Sipkes) R.M. Bateman & Denholm - Dactylorhiza integrata (E.G. Camus ex Fourcy) Aver. - Dactylorhiza pardalina (Pugsley) Aver. - Dactylorhiza praetermissa var. maculosa D. Tyteca & Gathoye - Dactylorhiza praetermissa var. integrata (E.G. Camus ex Fourcy) D.Tyteca & Gathoye |

## Hybriden
Das Übersehene Knabenkraut hybridisiert sowohl mit weiteren Arten der Gattung Dactylorhiza, als auch mit Arten der Gattungen Händelwurzen (Gymnadenia), Knabenkräuter (Orchis) (Orchis) und Waldhyazinthen (Platanthera):

Dactylorhiza × 
- Dactylorhiza × batavica Soó (1960) = (Dactylorhiza maculata × Dactylorhiza praetermissa)
- Dactylorhiza × godferyana (Soó) Peitz (1972) = (Dactylorhiza majalis × Dactylorhiza praetermissa)
- Dactylorhiza × grandis (Druce) P.F. Hunt (1971) = (Dactylorhiza fuchsii × Dactylorhiza praetermissa)
- Dactylorhiza × hallii (Druce) Soó (1962) = (Dactylorhiza maculata ssp. ericetorum × Dactylorhiza praetermissa)
  - Dactylorhiza × hallii nothosubspecies nummiana (P.Fourn.) Gathoye & D. Tyteca (1994) = (Dactylorhiza maculata ssp. elodes × Dactylorhiza praetermissa)
- Dactylorhiza × insignis (T. Stephenson & T.A. Stephenson) Soó (1962) = (Dactylorhiza praetermissa × Dactylorhiza purpurella)
- Dactylorhiza × paridaeniana Kreutz (1990) = (Dactylorhiza elata ssp. sesquipedalis × Dactylorhiza praetermissa)

×Dactylodenia: Garay & H.R. Sweet (1966) = (Dactylorhiza × Gymnadenia)
- ×Dactylodenia wintonii (Druce) Peitz (1972) = (Dactylorhiza praetermissa × Gymnadenia conopsea)

×Orchidactylorhiza P. Delforge (2000) = (Dactylorhiza × Orchis)
- ×Orchidactyla luizetiana (E.G. Camus) Borsos & Soó (1966) = (Dactylorhiza praetermissa × Orchis palustris)

×Dactylanthera P.F.Hunt & Summerh. (1966) = (Dactylorhiza × Platanthera)
- (Dactylorhiza praetermissa × Platanthera bifolia)